# Condado Cerro Gordo (Iowa)
El condado de Cerro Gordo (en inglés: Cerro Gordo County, Iowa), fundado en 1851, es uno de los 99 condados del estado estadounidense de Iowa. En el año 2000 tenía una población de 46 447 habitantes con una densidad poblacional de 32 personas por km². La sede del condado es Mason City.

## Historia
El Condado de Cerro Gordo se formó en 1851 con el nombre de un campo de batalla en la guerra con México, donde el general Winfield Scott derrotó a los mexicanos, el general Santa Anna el 18 de abril de 1847.

## Geografía
Según la Oficina del Censo, el condado tiene un área total de 1490 km² (575,3 mi²), de la cual 1472 km² (568,3 mi²) es tierra y 18 km² (6,9 mi²) es agua.

### Condados adyacentes
- Condado de Worth norte
- Condado de Mitchell noreste
- Condado de Floyd este
- Condado de Franklin sur
- Condado de Hancock oeste

## Demografía

Condado de Cerro Gordo distribución de la población por edad y sexo, censo de 2000

En el 2000 la renta per cápita promedia del condado era de $35 867, y el ingreso promedio para una familia era de $46 009. El ingreso per cápita para el condado era de $19 184. En 2000 los hombres tenían un ingreso per cápita de $31 790 contra $21 781 para las mujeres. Alrededor del 8.50% de la población estaba bajo el umbral de pobreza nacional.
| 1900   | 1910   | 1920   | 1930   | 1940   | 1950   | 1960   | 1970   | 1980   | 1990   | 2000   | Est.2006 |
| ------ | ------ | ------ | ------ | ------ | ------ | ------ | ------ | ------ | ------ | ------ | -------- |
| 20 672 | 25 011 | 38 476 | 43 845 | 46 053 | 46 053 | 49 894 | 49 335 | 48 458 | 46 733 | 46 447 | 44 384   |

## Lugares

### Ciudades
- Clear Lake
- Dougherty
- Mason City
- Meservey
- Nora Springs
- Plymouth
- Rock Falls
- Rockwell
- Swaledale
- Thornton
- Ventura

### Comunidades no incorporadas
- Burchinal
- Cameron
- Cartersville
- Emery
- Freeman
- Hurley
- Portland

### Principales carreteras
- Interestatal 35
- U.S. Highway 18
- U.S. Highway 65
- Carretera de Iowa 27
- Carretera de Iowa 122